# Palpomyia singularis
Palpomyia singularis är en tvåvingeart som beskrevs av Meillon 1937. Palpomyia singularis ingår i släktet Palpomyia och familjen svidknott. Inga underarter finns listade i Catalogue of Life.